# 시모네 볼렐리

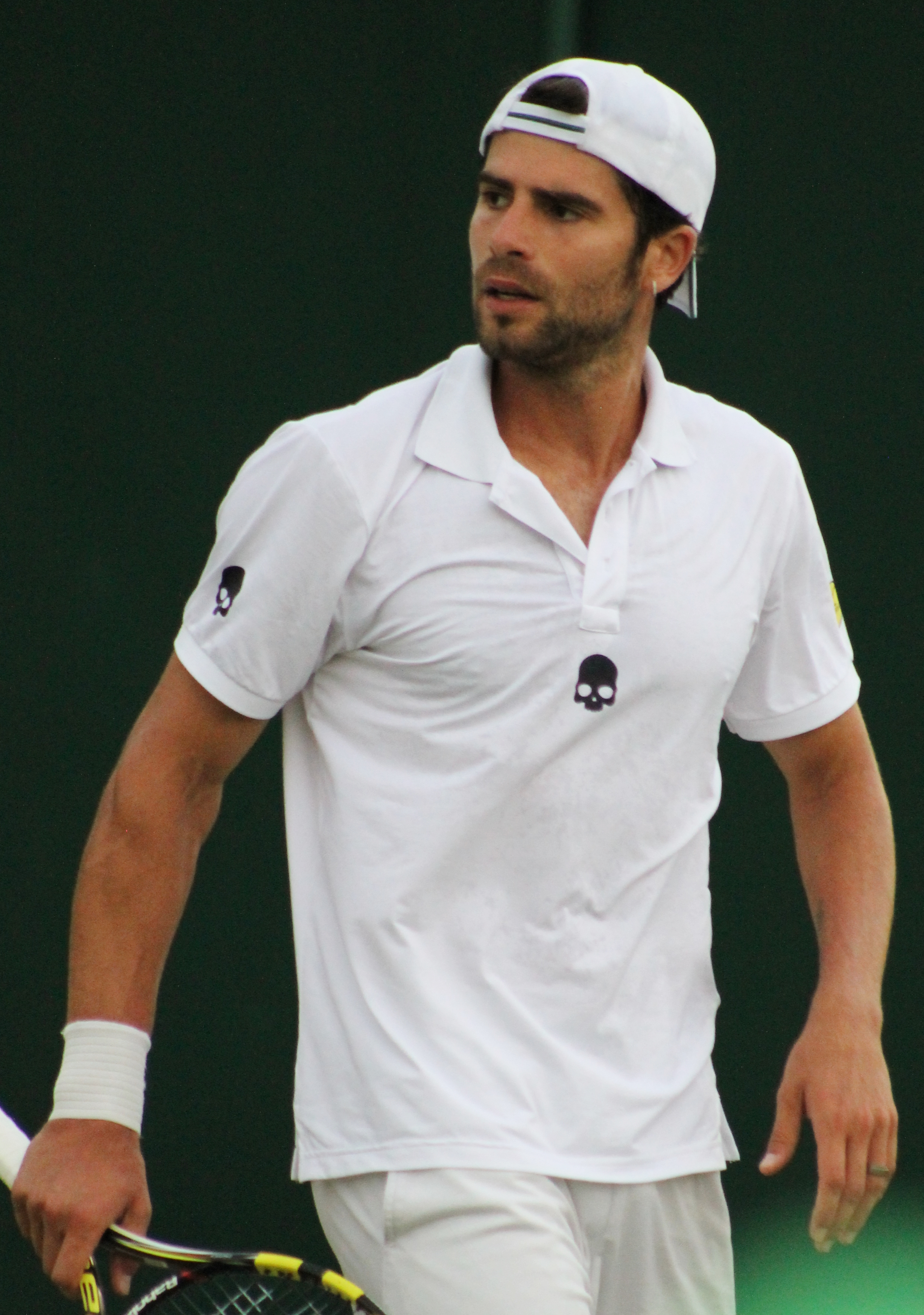
2014년 윔블던 선수권 대회에서의 모습

시모네 볼렐리(Simone Bolelli, 이탈리아어 발음: [siˈmoːne boˈlɛlli], 1985년 10월 8일 ~ )는 이탈리아의 프로 테니스 선수이다. 볼렐리는 파비오 포그니니(Fabio Fognini)와 함께 2015년 호주 오픈 복식 대회에서 우승한 그랜드 슬램 챔피언이며, 함께 오픈 시대 메이저 타이틀을 획득한 최초의 남성 이탈리아 선수가 되었다. 그는 2015년 8월 17일에 달성한 세계 8위 복식과 2009년 2월 23일에 달성한 세계 36위 단식에서 ATP 랭킹 최고 기록을 보유하고 있다.